# Jewgienij Lebiedinski
Jewgienij Wasiljewicz Lebiedinski (ros. Евгений Васильевич Лебединский, ur. 12 grudnia?/24 grudnia 1873 w guberni orłowskiej, data i miejsce śmierci nieznane) – rosyjski generał-major, od grudnia 1917 do maja 1918 dowódca Frontu Kaukaskiego.

## Życiorys
Urodził się w rodzinie szlacheckiej wywodzącej się z guberni orłowskiej o tradycjach oficerskich. Jego ojciec, Wasilij Fiodorowicz był dowódcą pułku, a następnie generałem-major. W wojsku od 1891. Ukończył: Korpus Kadetów w Tyflisie i Pawłowską Szkołę Wojskową w 1892. Mianowany na stopień oficerski w 1892. Porucznik z 1896 i kapitan sztabowy z 1900.
W 1896 rozpoczął naukę w Nikołajewskiej Akademii Sztabu Generalnego, którą ukończył w 1901 z wynikiem pierwszej kategorii. Po zakończeniu akademii skierowany do Kijowskiego Okręgu Wojskowego, gdzie służył w sztabie dywizji i później  dowodził kompanią. Od października 1904 podpułkownik. Do grudnia 1909 w sztabie  Kaukaskiego Okręgu Wojskowego. Od grudnia 1908 pułkownik. 22 grudnia 1909 wyznaczony na szefa sztabu 2 Kaukaskiej Dywizji Kozaków.

### I wojna światowa
Na tym stanowisku rozpoczął I wojnę światową. Walczył na Froncie Kaukaskim. Od 5 marca 1915 dowódca 81 Abszerońskiego pułku piechoty. 3 lipca 1916 mianowany generałem majorem. 3 października 1916 dowódca 6 Brygady Specjalnej, a od 9 stycznia do 30 czerwca 1917 dowódca 7 Kaukaskiej Dywizji Specjalnej, po czym był wyznaczony na dowódcę 7 Kaukaskiego Korpusu Armijnego. Od 13 sierpnia 1917 generał dyżurny sztabu Frontu Kaukaskiego, a od 5 października 1917 szef sztabu Frontu Kaukaskiego. Po pozostawieniu Frontu przez jego dowódcę gen. M. Przewalskiego w grudniu 1917, przejął obowiązki dowódcy Frontu. Dowodził Frontem Kaukaskim do maja 1918. Losy porewolucyjne nieznane.

## Ordery i odznaczenia
- Order św. Jerzego (4 klasy, 1916)
- Order Świętego Stanisława (3 klasy, 1903)
- Order Świętego Stanisława (2 klasy, 1914)
- Order św. Anny (3 klasy, 1906)
- Szabla św. Jerzego (1916)